# Esprit Antoine Blanchard
Esprit Joseph Antoine Blanchard (Pernes-les-Fontaines, 29 febbraio 1696 – Versailles, 10 aprile 1770) è stato un musicista e compositore francese.

## Biografia

### Gioventù e formazione
Nato a Pernes-les-Fontaines in una casa vicino al Planet de Guidan, non lontano dal vecchio quartiere ebraico, era l'ottavo di dieci fratelli.
Blanchard fu presto notato per la sua splendida voce, che era ammirata da tutti. Fu quindi inserito come corista nel capitolo della chiesa di Saint-Sauveur ad Aix, dove il suo insegnante fu Guillaume (o Georges) Poitevin. Oltre alla musica, imparò il latino, la teologia e la matematica. Qui conobbe André Campra (1660-1744), maestro e compositore di musica.

### Maestro di musica
Nel 1717, all'età di 21 anni, divenne maestro di musica presso l'Abbazia di San Vittore a Marsiglia, prima di essere nominato maestro alla Cattedrale di Tolone, un incarico ricoperto anche da André Campra. In seguito passò alla Chiesa Metropolitana di Besançon nel 1735 ed infine alla Cattedrale di Amiens. A partire dal 1732, alcune delle sue opere furono eseguite al Concert Spirituel. L'esecuzione del suo mottetto Laudate Dominum davanti a Luigi XV nel 1737 sembra aver deciso la sua promozione alla Chapelle Royale l'anno successivo. Fu nel 1738 che succedette a Nicolas Bernier come sous maître, posizione che Blanchard mantenne fino alla sua morte nel 1770. Nel 1748 divenne anche direttore delle pagine musicali di corte, posizione che mantenne fino al 1757. La riorganizzazione-fusione dei vari dipartimenti musicali nel 1761 gli valse anche il titolo di Maestro di cappella reale e la nobilitazione nel 1764.
Sebbene fosse soprannominato Abbé, non fu mai un abate, anzi si sposò nel 1754, quando aveva 58 anni; da questa unione ebbe tre figli.
Nel 1763 tra il pubblico alla Cappella reale di Versailles era presente un bambino di sette anni che ascoltava attentamente i suoi mottetti e di cui difficilmente Blanchard avrebbe potuto immaginare il destino: era Wolfgang Amadeus Mozart.
Incontrò Jean-Jacques Rousseau che era un musicista della Cattedrale di Annecy e al quale diede alcuni consigli validi. Morì a Versailles il 10 aprile 1770, all'età di 74 anni.

## Opere
Blanchard compose un Te Deum che servì nel 1745 alla celebrazione della vittoria nella Battaglia di Fontenoy.
Conservato in un manoscritto autografo alla Biblioteca nazionale ed intitolato Cantique d'action de grâces pour les conquêtes de Louis XV ("Cantico di ringraziamento per le conquiste di Luigi XV"), è noto per essere stato cantato a Versailles il 12 maggio 1745, il giorno dopo la vittoria di Fontenoy, l'ultimo vero trionfo bellico della monarchia francese. Tuttavia, il suo soprannome di Te Deum de Fontenoy non dovrebbe oscurare il fatto che l'opera fosse stata composta l'anno precedente (il manoscritto riporta la data di completamento del 20 maggio 1744) per celebrare le vittorie ottenute durante la Guerra di successione austriaca, iniziata nel 1741. La prima esecuzione ebbe luogo il 26 ottobre 1744 a Parigi, su iniziativa del Ricevitore Generale delle Finanze, proprio in ringraziamento per la guarigione del Re, che si era gravemente ammalato mentre si recava alla campagna d'Alsazia.
Composto per il trimestre dell'aprile 1749 della Cappella reale, il mottetto In Exitu Israël fu nuovamente applaudito al Concert Spirituel del 1763. Il Salmo CXIII è uno dei rari salmi che, pur lodando Dio, approfondisce le ragioni di questa lode e chiama la natura (il fiume e il Mar Rosso) a testimoniare le meraviglie compiute dal Signore nella storia del suo popolo. Questo mottetto, il cui stile, i colori e i dispositivi descrittivi ricordano quelli di Rameau, è particolarmente notevole per il suo carattere pittorico. Nel passaggio intitolato Les eaux de la mer Rouge se séparent pour faire passage au peuple de Dieu, il musicista presenta una visione come il pittore storiografo; la musica qui evoca la tempesta, e il recitativo del basso ansima sotto il sibilo del vento (Mare vidit et fugit... Jordanis conversus est retrorsum); un po' più avanti è la terra che trema al ruggito del fagotto, che dà origine a uno straordinario lavoro di archi. Questo mottetto è notevole per il suo carattere religioso, molto simile a certe composizioni operistiche, e offre l'opportunità di scoprire un compositore poco conosciuto, probabilmente a causa della natura esclusivamente religiosa della sua opera. L'opera è stata restaurata nel 2003 da Michel Lefèvre e ha avuto la sua prima esecuzione mondiale e registrazione nel 2004 da parte dell'Ensemble Jubilate de Versailles - Dir Michel Lefèvre (Ms autografo, Parigi, BNF,H516)-(CD Rejoyce 4 diapason).
Fu autore di 46 mottetti per solisti, cori e orchestre, conservati alla Biblioteca nazionale di Francia (BNF).

## Discografia
- Te deum, Ensemble Stradivaria, Choeur Marguerite Louise, dir. Gaetan Jarry. CD Chateau de Versailles spectacles 2019
- Magnificat à la Chapelle Royale, trois motets à grand choeur : Magnificat, De profundis et In exitu Israel. Orchestre les Passions dir. Jean-Marc Andrieu 2016 enregistrement Radio-France